# بيركير بيارناسون
بيركير بيارناسون (آيسلندية: Birkir Bjarnason؛ مواليد 27 مايو 1988) هو لاعب كرة قدم آيسلندي محترف يجيد اللعب كلاعب وسط مركزي مع منتخب آيسلندا لكرة القدم.

## روابط خارجية
- بيركير بيارناسون على موقع الاتحاد الدولي (مؤرشف)  (الإنجليزية)
- بيركير بيارناسون على موقع الاتحاد الأوربي (الإنجليزية)
- بيركير بيارناسون على موقع اتحاد النرويج (النرويجية)
- بيركير بيارناسون على موقع اتحاد تركيا (لاعب) (الإنجليزية)
- بيركير بيارناسون على موقع قاعدة بيانات كرة القدم.إي يو (الإنجليزية)
- بيركير بيارناسون على موقع ناشيونال فوتبول تيمز (الإنجليزية)
- بيركير بيارناسون على موقع Soccerbase.com (لاعب) (الإنجليزية)
- بيركير بيارناسون على موقع Soccerway.com (الإنجليزية)
- بيركير بيارناسون على موقع عالم كرة القدم.نت (الإنجليزية)
- بيركير بيارناسون على موقع AS.com (الإسبانية)